# Schapur I.

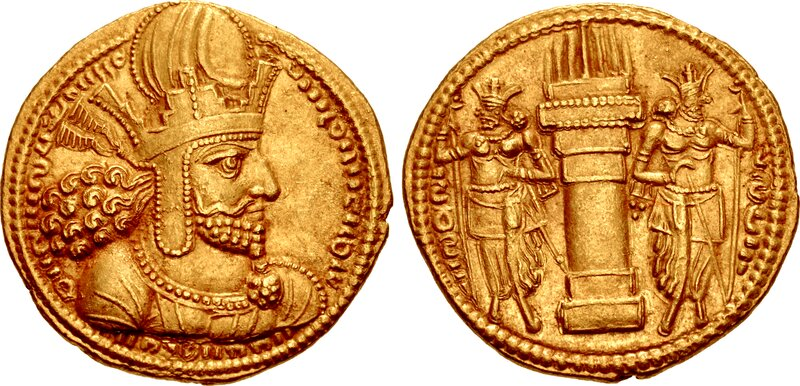
Münze von Schapur I.

Schapur I. (bzw. Šābuhr, Sapor; persisch شاپور Schāpūr [ʃɔːˈpuːr]), Regierungszeit 240/242–270 n. Chr., gilt als der Sassanidenherrscher, der das von seinem Vater Ardaschir I. begründete Neupersische Reich der Sassaniden konsolidierte und erweiterte.

## Leben
Die orientalischen Quellen sind uneindeutig, was Schapurs Abstammung betrifft. Sein Geburtsjahr ist unbekannt. Der König selbst bezeichnete sich in den Res gestae divi Saporis als Sohn Ardaschirs (Šāpūr ī Ardaxšīr) und einer Frau namens Mirdod; spätere literarische Quellen wie das Karnamag-i Ardaschir-i Pabagan (10,13-17) behaupten, Schapur sei der Sohn einer arsakidischen Prinzessin und eines unbekannten Vaters gewesen, und Ardaschir habe ihn lediglich adoptiert. Manche Forscher halten dies für grundsätzlich plausibel, andere erblicken in der Erzählung eine Erfindung, die eine fiktive genealogische Verbindung zwischen den Sassaniden und ihren arsakidischen Vorgängern konstruieren sollte.

### Krieg gegen Gordian III.

Die römisch-persische Grenze Mitte des 3. Jahrhunderts.

Schapur, der wahrscheinlich schon seit etwa 239 Mitherrscher seines Vaters Ardaschir war, folgte diesem wahrscheinlich 240 auf den Thron nach, obwohl Ardaschir wohl noch bis 242 lebte. Schapur führte den von Ardaschir begonnenen Krieg gegen Rom weiter und konnte nach der Eroberung der mesopotamischen Festungen Nisibis und Karrhai bis tief nach Syrien hinein vordringen; als Kriegsgrund für die Römer diente wohl der Fall Hatras (240/41). Ein endgültiger Erfolg Schapurs wurde jedoch von Timesitheus, dem Schwiegervater des Kaisers Gordian III. (238–244), durch seinen Sieg über das persische Heer bei Resaina 243 verhindert. Die Perser mussten sich den westlichen Quellen zufolge eiligst zurückziehen. Nach den gleichen Quellen wurde Gordian von seinen eigenen Männern ermordet und Kaiser Philippus Arabs (244–249) schloss mit den Persern noch 244 einen für diese durchaus günstigen Frieden, den die Römer mit hohen Summen erkauften.
Nach den persischen Quellen (der dreisprachigen Felsinschrift Schapurs, den sogenannten Res gestae divi Saporis, eine zentrale Quelle für die insgesamt drei Feldzüge Schapurs gegen die Römer, aber auch nach einigen späteren byzantinischen Quellen) ergibt sich ein etwas anderes Bild. Demnach gingen die Römer gegen Schapur vor, der in Mesopotamien stand, und Gordian wurde nicht ermordet, sondern fiel bereits während der Schlacht von Mesiche (Mišik), in der Schapur den Römern eine empfindliche Niederlage beibrachte.
In der Forschung wird oft eher der Sicht Schapurs Glauben geschenkt (allerdings fiel Gordian wohl nicht in der Schlacht, sondern starb auf dem Rückzug, vielleicht infolge einer in der Schlacht erlittenen Verletzung), wobei man aber das sassanidische Aggressionspotential nicht unterschätzen darf. Die römischen Quellen versuchten vermutlich, diese Schmach zu kaschieren, indem sie behaupteten, Gordian sei von seinem Nachfolger Philippus Arabs getötet worden, nicht von den Persern.

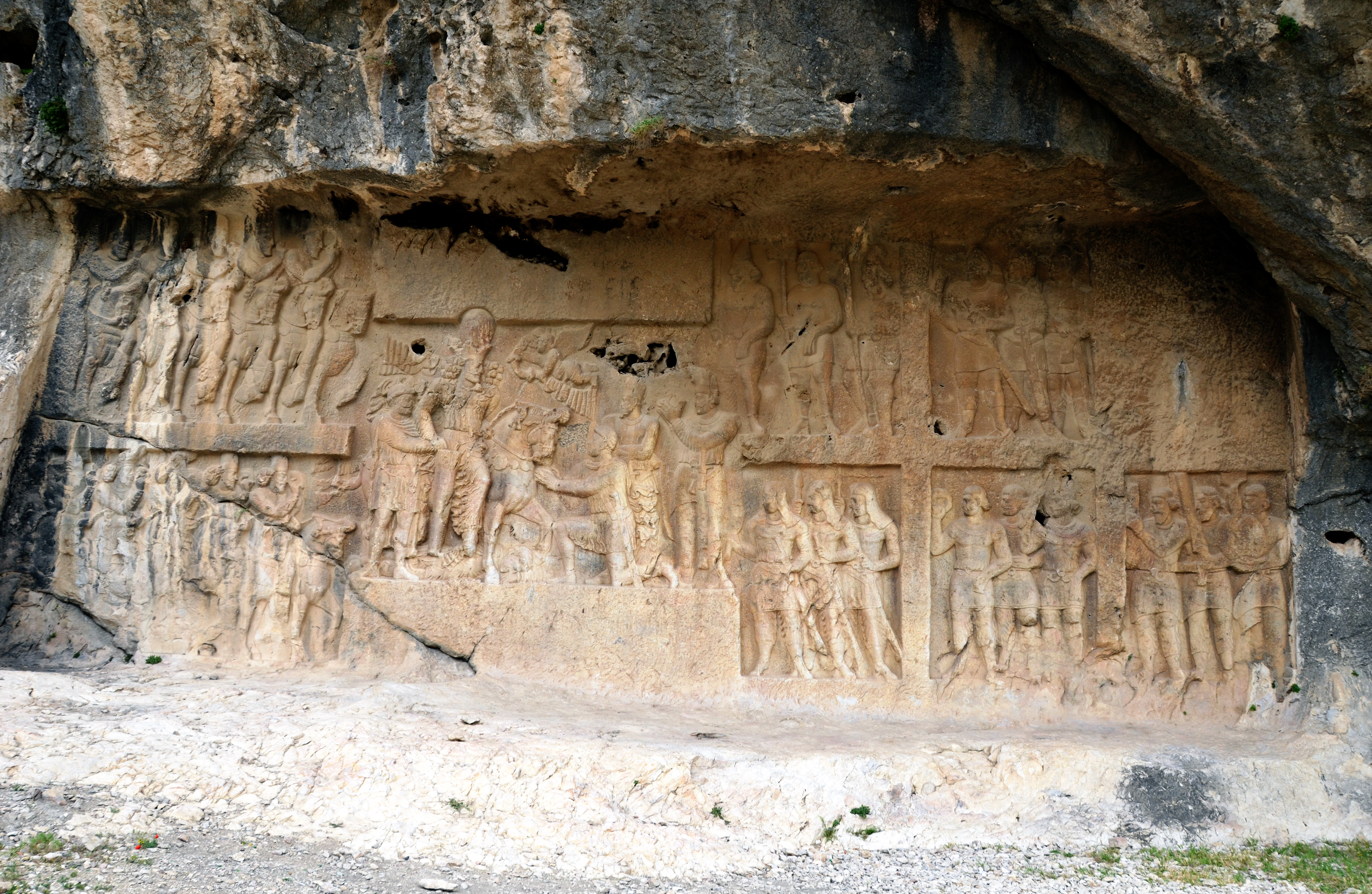
Triumphrelief Schapurs bei Bischapur (Relief II)

Nach dem Tod von Philippus' Nachfolger Decius im Jahr 251 und den darauf folgend ausbrechenden inneren Wirren im Römischen Reich nahm Schapur den Krieg gegen Rom wieder auf und begann seinen zweiten Feldzug (agoge). Es kam wohl bereits 252, spätestens aber 253 zu Kampfhandlungen. Schapur führte seine Armee in die östlichen Provinzen Roms nach Syrien, Kappadokien und Armenien. In welchen Zeitraum genau die Feldzüge Schapurs in dieser zweiten Kampagne gegen Rom fallen, ist in der Forschung umstritten (nach Erich Kettenhofen 253 bis 256), ebenso wie manche Detailfragen. Jedenfalls plünderte Schapur Antiochia am Orontes und etliche andere Städte, z. B. Gindaros (Antiochia fiel wohl noch 253, womöglich aber auch erst 256 und ein zweites Mal 260). Dura Europos fiel 256, wobei die Sassaniden bei der Eroberung ausgeklügelte Belagerungstechniken einsetzten.

### Triumph über Valerian

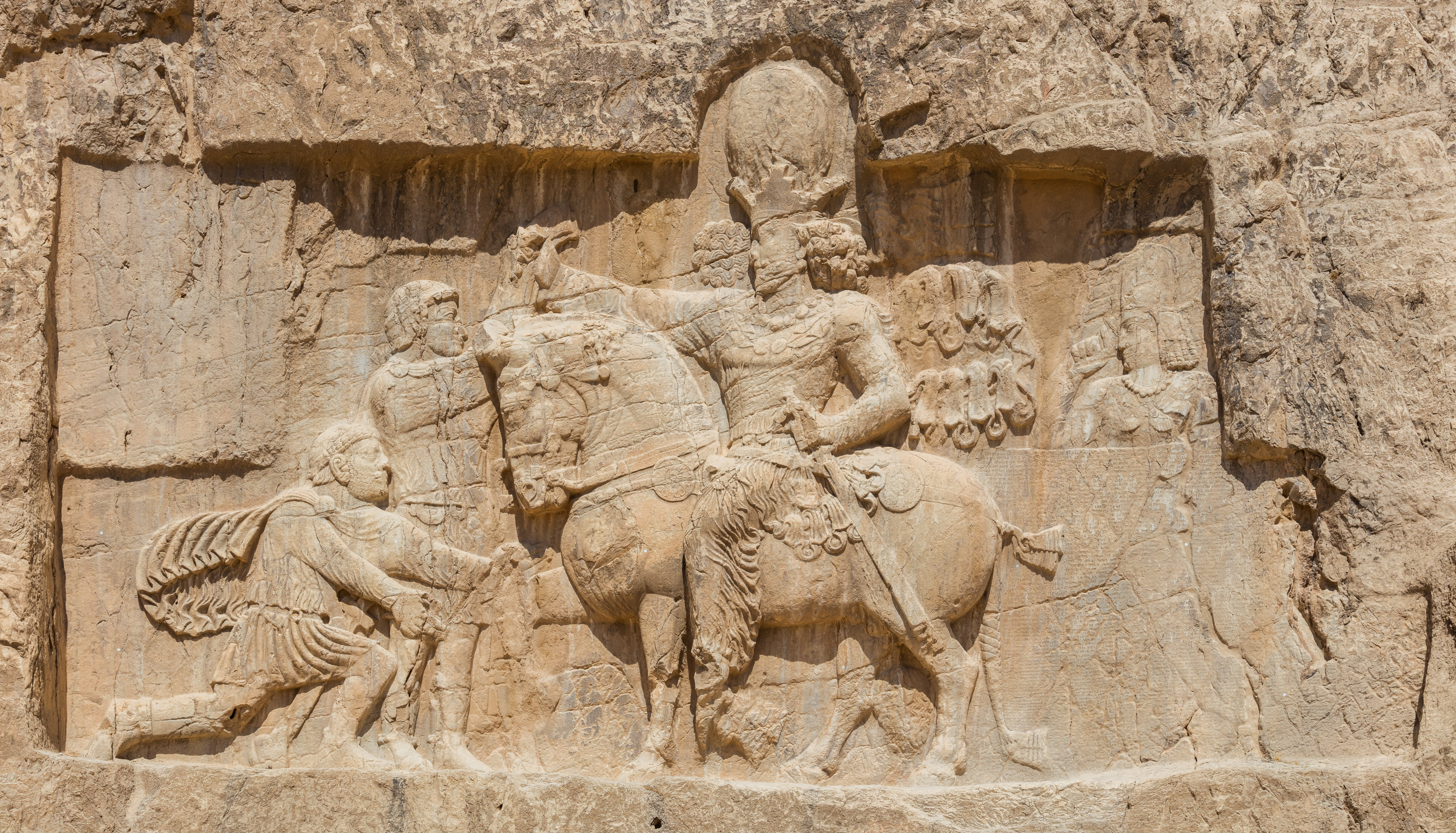
Triumphrelief Schapurs bei Naqsch-e Rostam: Vor dem Perserkönig (zu Pferd) kniet Kaiser Philippus Arabs; Kaiser Valerian steht neben Schapur, der ihn zum Zeichen der Gefangenschaft am Arm gepackt hat.

Der römische Usurpator Uranius Antoninus trat den Persern aber bei Emesa entgegen und konnte sie auch zurückschlagen. Kaiser Valerian ging schließlich mit einem sehr starken Heer zum Gegenangriff über. Die Römer wurden allerdings 260 in einer Schlacht zwischen Edessa und Karrhai schwer geschlagen und Valerian geriet für den Rest seines Lebens in die Gefangenschaft und Sklaverei Schapurs, was für die Römer zutiefst beschämend war. Seine militärischen Erfolge ließ Schapur denn auch einige Jahre später in vier Triumphreliefs (die Gordian III., Philippus und Valerian zugleich zeigten), in einer dreisprachigen Inschrift bei Naqsch-e Rostam (den sogenannten res gestae divi Saporis) und in einem Felsrelief bei Bischapur, der „Stadt Schapurs“, festhalten.

„Im dritten Feldzug, als wir gegen Karrhai und Edessa vorstießen und Karrhai und Edessa belagerten, da marschierte Kaiser Valerian gegen uns, und es war mit ihm, eine Heeresmacht von 70.000 Mann. Und auf der jenseitigen Seite von Karrhai und Edessa hat mit Kaiser Valerian eine große Schlacht für Uns stattgefunden, und Wir nahmen Kaiser Valerian mit eigenen Händen gefangen und die Übrigen, den Prätorianerpräfekten und Senatoren und Offiziere, alle welche auch immer Führer jener Heeresmacht waren, alle diese ergriffen Wir mit den Händen und deportierten sie in die Persis.“

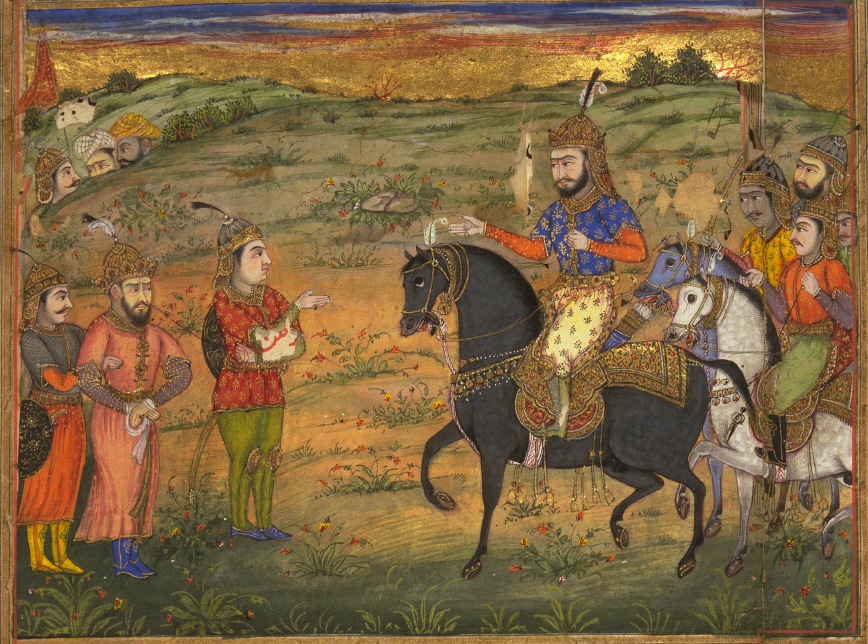
Schapur nimmt Valerian gefangen (mittelalterliche Darstellung in einer Ausgabe des Schāhnāme)

Die römischen Kriegsgefangenen sollen zum Bau des Band-e Kaisars abkommandiert worden sein. Schapur I. gelang es letztendlich nicht (wenn dies denn überhaupt sein Plan gewesen sein sollte), dauerhaft bis zum Mittelmeer vorzudringen, wohl auch deshalb, weil seine Kräfte von Septimius Odaenathus, dem Beherrscher von Palmyra, gebunden wurden, der die persische Armee ab 261 mehrfach mit römisch-palmyrenischen Truppen geschlagen hatte und sowohl Karrhai als auch Nisibis zurückerobern konnte. Hinzu kamen wahrscheinlich Probleme an der persischen Ostgrenze, so dass Schapur den Krieg gegen Rom und Palmyra abbrach. Überhaupt ist fraglich, ob er, wie die Römer vermuteten, das alte Achämenidenreich erneuern wollte. Wahrscheinlich ging es ihm eher darum, die Römer aus Mesopotamien und Armenien zu vertreiben und den Euphrat wieder als Grenze zu etablieren, was ihm letztlich nicht gelang. Dennoch hatte Schapur beweisen können, dass die Sassaniden den Römern militärisch im Unterschied zu den späten Arsakiden weitgehend ebenbürtig waren; ebenso konnten die Sassaniden sich in seinen späteren Jahren an der Grenze zum Kaukasus sowie an der stets gefährdeten Nordostgrenze in schweren Kämpfen behaupten.

### Innen- und Religionspolitik

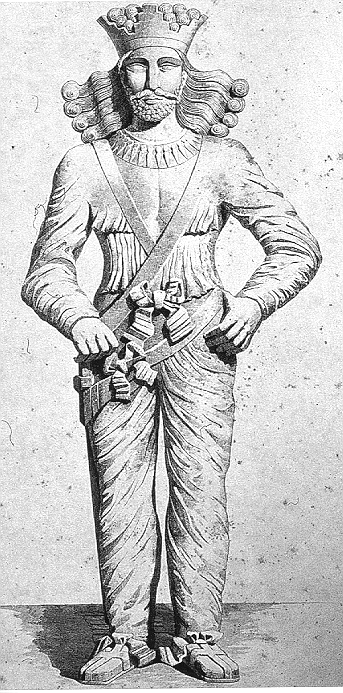
Kolossal-Statue Schapurs I. Rekonstruktion.

Schapur erwies sich im Inneren offenbar als ein fähiger und gerechter Herrscher, der unter anderem auch die Urbanisierung förderte und die Reichsverwaltung verbesserte. Er selbst nannte sich  König der Könige von Ērān und Anerān und brachte damit seinen Anspruch auf eine imperiale Machtposition zum Ausdruck (sein Vater hatte sich noch lediglich „König der Könige von Eran“ genannt). Während seiner Regierungszeit trat in Persien der Religionsstifter Mani auf, dessen Religion der persische König (sein Bruder konvertierte angeblich sogar zum Manichäismus) durchaus positiv gegenüberstand. Mani selbst verfasste eine Schrift namens Schabuhragan, die dem König gewidmet war, und verkündete seinen dualistischen Glauben bei der Krönungszeremonie Schapurs. Später wurde Mani von Schapur jedoch verbannt; Schapurs Sohn und späterer Nachfolger Bahram I. soll ihn angeblich sogar töten haben lassen.
Die Religionspolitik Schapurs wie auch seiner Söhne war beeinflusst von dem Großmobed Kartir, dem Reformer des Zoroastrismus, der aus den verstreuten Kulten eine einheitliche zoroastrische Kirche formte, Missionstätigkeit einleitete und später dazu aufrief, die konkurrierenden Religionen zu verfolgen. Schapur selbst verhielt sich jedoch tolerant, wobei ohnehin überzeugende Beweise für eine zoroastrische Staatskirche in dieser Zeit fehlen. Er legitimierte die Rolle des Exilarchen bei der Verwaltung von jüdischen Angelegenheiten und forderte dafür Gehorsam gegenüber staatlichen Gesetzen, insbesondere bei Regelungen des Landbesitzes und der Eintreibung von Steuern. Der talmudische Gelehrte Samuel traf mit Schapur eine Vereinbarung und fasste diese in den Worten zusammen: „Das Gesetz der (örtlichen) Regierung ist Gesetz.“ Sie gilt bis heute für die Juden in der Diaspora.
Insgesamt ging Schapur als ein militärisch erfolgreicher und toleranter Herrscher in die Geschichte ein. Er gilt nicht zu Unrecht als einer der bedeutendsten Sassanidenkönige. Nach seinem Tod 270 (wahrscheinlicher als 272) folgte ihm sein Sohn Hormizd I. auf dem Thron nach. Als Schapurs Grabstätte wird eine Höhle im Tal von Bischapur angesehen, in der sich eine überlebensgroße Statue des Herrschers befindet.